# Žabnik (żupania medzimurska)
Žabnik – wieś w Chorwacji, w żupanii medzimurskiej, w gminie Sveti Martin na Muri. W 2011 roku liczyła 372 mieszkańców.